# Frederik Bernard s'Jacob (1776-1831)
Frederik Bernard s'Jacob (Rotterdam, 15 maart 1776 - Amsterdam, 2 april 1831) was een Rotterdams advocaat, bestuurder en politicus.
Frederik Bernard s'Jacob was een zoon van de koopman Jacob Hendrik s'Jacob en Gerarda Maria Creeft. Hij studeerde Romeins en hedendaags recht aan de Hogeschool te Leiden, waar hij in 1798 promoveerde op dissertatie. In 1811 werd hij advocaat in Rotterdam, en toen de zelfstandigheid werd herwonnen in 1813 werd hij onmiddellijk commissaris van het Voorlopig Bewind in Rotterdam en was hij lid van de Raad van Voorlopig Algemeen Bestuur der Nederlanden (november/december 1813).
Tussen 1815 en 1819 was hij voor Holland lid van de Tweede Kamer der Staten-Generaal, waar hij zich regeringsgezind maar kritisch opstelde. Onder invloed van zijn kritische houding tegenover het nieuwe belastingstelsel - hij vond dat de handel er te veel door belemmerd zou worden - werd hij in 1819 niet herkozen. Vervolgens was hij van 1815 tot 1829 secretaris van de Raad van State en vanaf 1829 ontvanger van de successierechten in Amsterdam.
In 1816 trouwde s'Jacob te Rotterdam met Maria Petronella Rochussen, met wie hij vijf zoons en een dochter kreeg. Hiermee werd hij zwager van de latere minister en Gouverneur-Generaal van Nederlands-Indië, Jan Jacob Rochussen. Hij was vader van de Gouverneur-Generaal van Nederlands-Indië Frederik s'Jacob en het Tweede Kamerlid en Commissaris van de Koning Eduard Herman s'Jacob.